# 岩松直国
岩松 直国（いわまつ ただくに）は、南北朝時代の武将。岩松氏当主。岩松氏の中興の祖とされる人物。

## 生涯
建武元年（1334年）、養母・妙蓮より新田荘内の所領を譲り受けたことが史料における初見である。その所領は、嘉禄3年（1227年）、足利義純の子・岩松時兼に嫁いで経兼を生んだ土用御前が実父・相馬能胤から譲り受けた所領を基礎に、そこに多少の岩松所領が加わって構成されたもので、以後は娘の真如、孫娘の妙蓮へと相伝された後に、直国（豊王／土用王）がこれを譲り受けることになった。2種類が伝わる同年12月21日付の譲状の「□□□（ゆつり）わたす（譲り渡す）やうし（養子）みなもと（源）のとよわう」と「ゆつりわたすやうし三郎たゝく□（に）」、「とよわうとのをやうしとして」と「たゝくに□（を）やうしとして」が対応しており、この頃に「とよわう」（豊王／土用王）は元服して「たゝくに」（＝ただくに、直国）と名乗ったとされる。建武元年12月は足利直義が成良親王を奉じて鎌倉将軍府を形成した月でもあり、本家筋の新田氏（新田義貞）から離れ足利氏への接近を図る岩松氏の惣領・岩松経家が弟の土用王を元服させるに際して直義に加冠を求めた結果、土用王は烏帽子親である直義から偏諱を受けて直国と名乗ったのだという。
以上のように、岩松氏の惣領は兄・経家が継いでおり、また妙蓮の養子となって所領を譲り受けたことから、直国については、当初周囲からは岩松家の惣領となる存在とは認知されていなかったと考えられるが、翌建武2年（1335年）の中先代の乱で経家を初めとする一族の多くが戦死するとその立場は急変する。『系図纂要』の岩松氏系図を見ると、直国の項には「兄経家戦死其子泰家幼少父政経加下知以直國継岩松名跡…（以下略）」とあり、経家の子（直国の甥）である岩松泰家（満親）の項にも「父経家戦死時年幼也叔父直國執事成長後復本領」と注記されている。すなわち、経家が戦死した時、その嫡子である泰家はまだ幼少であったので、叔父である直国がその成長まで岩松氏の家督を継ぐことになったようである。
前述したように、烏帽子親子関係を結んだ経緯もあって、以後は足利直義と行動を共にするようになり、早速建武3年（1336年）6月9日には直義の命により美濃国・尾張国等の軍勢を率いて京へ向かわされている。また、直義が最も信頼していた鎌倉府執事・上杉憲顕の娘を妻に迎えて関係を深めた。興国7年/正平元年/貞和3年（1347年）には新田荘由良郷地頭職に補任された。  正平5年/観応元年（1350年）12月23日、新田荘内の世良田右京亮・桃井直常らの旧領を与える旨の高師直奉書が室町幕府（将軍は足利尊氏）より下される。特に直常は直義派の武将であり、一見直国が直義派から離脱したかに見えるが、これは師直ら尊氏派による憲顕―直国間の分離工作であったとされている。実際、翌正平6年/観応2年（1351年）7月3日には直義より全知行を安堵されており、観応の擾乱でも引き続き直義派の武将として活動していたことが窺える。
正平12年/延文2年（1357年）8月21日、直国の領地であった武蔵国春原庄内萬吉郷が跡として伊豆国吉祥寺に寄進され、正平17年/康安2年/貞治元年（1362年）8月11日には、尊氏の子で鎌倉公方であった足利基氏の宇都宮氏綱征伐（武蔵国岩殿山の合戦）に従軍して戦功を挙げたことにより、基氏から本知行分が還補されている。同文書に「本知行分事、如元所還補也、」と記されていることから、観応の擾乱後は直義党であったことにより一旦処罰され、前述の活躍によって基氏の信頼を得たものと推測されている。これには義父・上杉憲顕の動向も関係しているものと推測されている。正平19年/貞治3年（1364年）7月、基氏の逆鱗に触れた世良田義政（直国の兄とされる）が郎党の梶原景安と共に鎌倉如来堂で誅殺され、直国の近親者とみられる岩松直明が上総国守護となったという。さらに新田荘江田郷も直国に与えられ、翌正平20年/貞治4年（1365年）には基氏の兄で2代将軍・足利義詮からも直国に対する本領安堵の御教書が与えられた。以降は基氏の近臣として活動し、従孫（泰家の子）の岩松満国以降も鎌倉公方に仕えた。没年は不明だが、元中2年/至徳2年（1385年）までの生存は確認できる（後述参照）。

## 備考
- 奥富敬之は（『尊卑分脉』などの系図上では兄弟とされる）岩松禅師頼宥（『尊卑分脉』では頼圓）が還俗して「直国」と名乗り惣領を嗣いだ（すなわち頼宥＝直国）とする見解を示していた[25]が、『正木文書』に収められる観応元年12月23日付「高師直奉書」（前述と同一のもの）には「岩松治部少輔直国」とあるのに対し、同月27日付「足利尊氏袖判下文」には「岩松禅師頼宥」とあることを理由に、阪田雄一が奥富の説を否定する見解を示している。また、頼宥が観応の擾乱において尊氏派に属していることからも別人であることは確実とみられる。すなわち、観応の擾乱時には直国と頼宥（頼圓）は兄弟分かれて対立していたことになる。
- 『鎌倉大草紙』に「至徳二年乙丑三月新田相州陰謀の回文、上州武州の兵を催さるゝ、梶原美作守代官２里召捕、新田の安養院の別当并寺僧一人をば岩松治部少輔入道法道搦進す」とあることから、至徳2年（1385年）の段階での法名が「法道」であったとみられる。「岩松系図」[3]と『系図纂要』では法名を「法松」とする。
- 前述したように、直国が岩松氏惣領となったのは、あくまで甥の泰家が成長するまでの、いわば“中継ぎ”の当主としての行為であり、『系図纂要』の泰家の注記に「成長後復本領」とあるように、岩松氏惣領の所領は直国から泰家へと譲られたようである。『系図纂要』の満国の項には「泰家雖爲嫡子大季父直國無嗣子故併領其邑」とある。すなわち、満国は泰家の嫡子であったが、大季父（＝おじの項を参照）の直国に嗣子がなかったため、その所領も併せて領することになったようである。